# Sergej Rjazanski
Sergej Nikolajevitsj Rjazanski (Russisch: Серге́й Николаевич Рязанский) (Moskou, 13 november 1974) is een Russisch ruimtevaarder. In 2013/2014 verbleef hij voor zijn eerste missie 166 dagen aan boord van het Internationaal ruimtestation ISS.
In 2003 werd Rjazanski geselecteerd als astronaut en voltooide zijn training in 2005. Rjazanski’s eerste ruimtevlucht was Sojoez TMA-10M en vond plaats op 25 september 2013. Deze vlucht bracht de bemanningsleden naar het ISS. Hij maakte deel uit van de bemanning van ISS-Expeditie 37 en 38. Tijdens zijn missie maakte hij drie ruimtewandelingen.
Rjazanski maakte ook deel uit van Mars-500. Dit was een experiment waarbij een bemande ruimtereis naar Mars werd nagebootst op Aarde.
In juli 2017 begon Rjanzanski aan de ruimtevlucht Sojoez MS-05. Hij maakte onderdeel uit van de bemanning van ISS-Expeditie 52 en ISS-Expeditie 53 en verbleef vijf maanden aan boord van het ruimtestation. Tijdens deze missie maakte hij zijn vierde ruimtewandeling.